# Fëdor Gordeevič Gordeev
Fëdor Gordeevič Gordeev (San Pietroburgo, 1744 – San Pietroburgo, 4 febbraio 1810) è stato uno scultore russo.

## Biografia
Frequentò l'Accademia delle arti di Pietroburgo,e grazie all'ottenimento di una borsa di studio andò nell'Europa occidentale per perfezionarsi.
Si recò dapprima a Parigi, come allievo e praticante nell'atelier J.-B. Lemoyne, e successivamente soggiornò a Roma, dove invece approfondì l'arte classica.
Una volta rientrato in Russia, nel 1769 ricevette l'incarico di insegnare scultura all'Accademia, e si distinse in quegli anni per un bassorilievo intitolato Mercurio consegna Bacco alle Ninfe (1776); dal 1802 venne nominato rettore dell'Istituto.
Gordeev viene valutato dai critici d'arte come uno dei più significativi interpreti del classicismo scultoreo russo, anche se nel suo periodo artistico giovanile non mancarono, nelle sue opere, le influenze barocche, ben esemplificate nella celeberrima Tomba di N. M. Golicyna (1780).
Tracce di caratteristiche barocche si rintracciarono anche nell'ultima fase dello scultore.
Tra le sue più importanti opere si possono annoverare il Prometeo (1769), il Monumento ad A. M. Golicyn nel convento Donskoj a Mosca (1788), i bassorilievi del Palazzo Ostankino di Mosca (1798) e quelli per il timpano della Cattedrale di Kazan di Pietroburgo (1804).
Si distinse anche nell'attività di ritrattista e di pittore di storie.